# Gighay
Gighay (en gaélico escocés, Gioghaigh) es una isla deshabitada localizada en el grupo de las Hébridas Exteriores, en Escocia. La isla se encuentra ubicada, más concretamente, frente a la costa noroeste de Barra.
Gighay, con una superficie que apenas llega a 1 km² (96 ha), se eleva hasta los 95 m en su punto más alto. La isla se encuentra deshabitada.
- Datos: Q3057383
- Multimedia: Gighay / Q3057383